# Protismiselna RNK
Protismiselna RNK je enovijačna molekula RNK, ki je komplementarna informacijski RNK (mRNK). Po vezavi protismiselne RNK na mRNK je preprečeno prevajanje mRNK na ribosomih in posledično ne nastaja ustrezna beljakovina, za katero nosi mRNK zapis. Zato je uporaba protismiselne RNK za določeno mRNK ena izmed potencialnih možnosti v genetski terapiji bolezni, kjer je vzrok bolezenskega stanja nastajanje določene beljakovine. 
Informacijska RNK nastane s prepisovanjem ene od verig dvojnovijačne DNK v jedru - to verigo, ki služi kot matrica za prepis mRNK, imenujemo smiselna veriga. RNK, ki pa nastane s prepisom druge, tako imenovane protismiselne verige, ima zato strukturo, ki je komplementarna dotični mRNK. Med mRNK in protismiselno RNK pride do parjenja baz (adenin - uracil, gvanin - citozin). Na nastalo dvojnovijačno RNK se ne more vezati ribosomski kompleks in zato ne pride do sinteze beljakovinskega produkta.
Tehnologija protismiselne RNK se uporablja tudi v genetskem inženirstvu rastlin; tako so vnesli protismiselno RNK za gen, ki kodira beljakovino, sodelujočo pri zorenju paradižnika (poligalakturonazo). Rekombinantni paradižnik, ki so ga poimenovali »Flavr Savr«, zato počasneje zori ter ostane dlje časa svež. Kljub temu ta vrsta paradižnika ni dosegla tržnega uspeha in so prenehali z njegovim gojenjem.